# Magda Starec Tavčar
Magda Starec Tavčar, umetnica, ilustratorka, * 25. avgust 1946, Barkovlje pri Trstu.

## Življenje in delo
Magda Starec se je rodila v Barkovljah pri Trstu, oče je bil Jurij, mati Ana (rojena Pipan). Slovenski osnovno in srednjo šolo je obiskovala pri Sv. Jakobu v Trstu, nato se je vpisla na Državni zavod za umetnost Nordio (Istituto Statale d’Arte Nordio) v Trstu, kjer je maturirala. Zaposlila se je pri reklamnem oddelku tovarne Stock v Trstu, nato je od leta 1971 poučevala likovno vzgojo na slovenskih nižjih srednjih šolah. Med poučevanjem se je začela zanimati za tkanje in je opravila več strokovnih tečajev (v Milanu, Veroni, Mestrah). Leta 1988 je za Slovensko stalno gledališče v Trstu izdelala scene in lutke za igro Ole Luk in lutke za Rdečo kapico. Svoje tapiserije je začela razstavljati od leta 1983, udeležila se je skupinskih razstav furlanskih tkalk, ki so potovale po Italiji (v Vidmu, Milanu, Firencah) in po Evropi (v Švici - 1985 Lucern in Nemčiji - München 1987); njena dela so bila razstavljena v Kanadi in Sovjetski Zvezi (1988) . Nekaj časa je sodelovala in tkala tudi z umetnikom Lojzetom Spacalom .
Magda Starec Tavčar se bavi z ilustriranjem od leta 1971. Opremila je več knjig  in tudi učbenike zgodovine  za slovenske osnovne in srednje šole v Italiji. Redno sodeluje in objavljala ilustracije v reviji Galeb , njene ilustracije in risbe so bile objavljene v Primorskem dnevniku, tedniku Il Meridiano, v Novem Matajurju in v Jadranskem koledarju. Sodeluje tudi z raznimi ustanovami v zamejstvu .
Svoja dela razstavlja na samostojnih  in skupinskih razstavah , bodisi doma  kot v tujini .